# Mormoops
Mormoops là một chi động vật có vú trong họ Mormoopidae, bộ Dơi. Chi này được Leach miêu tả năm 1821. Loài điển hình của chi này là Mormoops blainvillii Leach, 1821.

## Hình ảnh

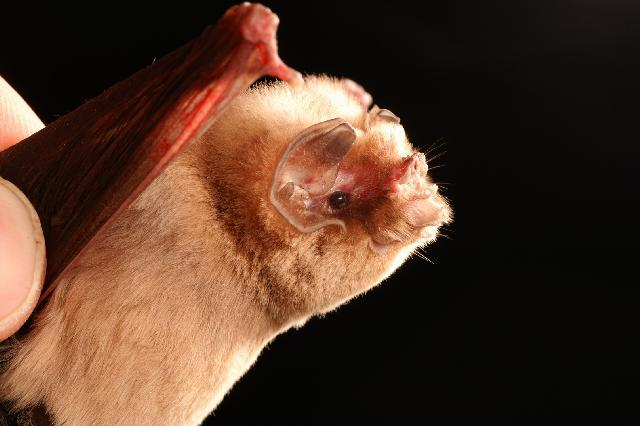

## Các loài
Chi này gồm các loài: